# Emil Friedrich Götz
Emil Friedrich Götz (* 26. Juli 1806 in Danzig; † 8. August 1858 in Kiel) war ein deutscher Arzt, Hochschullehrer und Ehrenbürger von Danzig.

## Leben
Nach dem Abitur 1826 studierte er an den Universitäten in Heidelberg und Halle (Saale). 1832 bis 1833 war er Assistent an der Universität Halle.
Seit 1842 übernahm er nach Wilhelm Baum die Leitung des Städtischen Krankenhauses in Danzig. Dank seiner Bemühungen entstand 1847–1848 ein neues Krankenhausgebäude. Er bekämpfte 1848 bis 1852 die Cholera-Epidemie.
Am 7. November 1849 wurde er mit der Würde des Ehrenbürgers der Stadt Danzig ausgezeichnet.
1853 wurde er zum Professor an der Universität Kiel berufen.
Sein Sohn, ebenfalls Emil Friedrich Götz, blieb in Danzig und war von 1882 bis 1926 im katholischen Krankenhaus an der Weidengasse tätig.